# HMS Curlew (D42)
La HMS Curlew (Pennant number D42), ottava nave britannica a portare questo nome (curlew è il nome inglese del chiurlo), è stata un incrociatore leggero classe C, tipo Ceres, della Royal Navy. Venne impostato nei cantieri Vickers Limited il 21 agosto 1916, varato il 5 luglio 1917 ed entrò in servizio il 14 dicembre seguente.

## Servizio
Al momento dell'ingresso in servizio, in piena prima guerra mondiale, la Curlew venne assegnata alla Grand Fleet, presso il 5º Squadrone incrociatori leggeri. Dopo la fine del conflitto, nel novembre 1918 venne trasferita nel Mar Baltico per combattere i bolscevichi nei paesi baltici, dove rimase per pochi mesi fino all'aprile 1919, mese in cui venne trasferita presso la ricreata Atlantic Fleet nel Primo Squadrone Incrociatori leggeri. Nel mese di luglio venne trasferita nella riserva, dove rimase fino al marzo 1920, quando venne assegnata al 5º Squadrone incrociatori leggeri con base a Singapore. Rimase in estremo oriente fino all'agosto 1922, quando venne assegnata all'8º Squadrone incrociatori leggeri di stanza nelle Indie occidentali britanniche. Nel 1926 tornò in patria e venne trasferita in riserva, per essere poi assegnata alla Mediterranean Fleet nel luglio 1929. Servì nel Mediterraneo, intervallando dei periodi in cantiere e in riserva, fino al 1936, anno in cui entrò in cantiere per essere modificata in incrociatore antiaereo. Vennero installati al posto dell'armamento precedente 10 cannoni da 102 mm singoli e due installazioni multiple di cannoni Pom Pom.
Durante il 1938 venne usata come nave addestramento mentre nell'anno successivo venne installato un prototipo di radar (Tipo 79Z) e la nave tornò in servizio per lo scoppio della seconda guerra mondiale, nel settembre 1939, mentre ancora erano in corso le prove finali delle nuove attrezzature. La Curlew venne assegnata alla Home Fleet con compiti di scorta ai convogli nel Mare del Nord. Nel mese di aprile 1940 partecipò alle operazioni connesse alla campagna Norvegese fornendo difesa antiaerea alle navi dirette in Norvegia. Il 24 aprile subì un violento attacco aereo durante il quale rimase leggermente danneggiata. Il 26 maggio successivo, mentre si trovava al largo di Narvik, nel fiordo di Lavang, venne affondata da un violento attacco aereo condotto da bombardieri Junkers Ju 88, nonostante il forte armamento antiaereo ed il pionieristico sistema radar presente a bordo.